# Michael Hillardt
Michael Howard Hillardt (22 gennaio 1961) è un ex mezzofondista australiano.

## Palmarès

### Mondiali indoor
- 1 medaglia:
  - 1 oro (Parigi 1985 nei 1500 metri piani)

## Altre competizioni internazionali
1981
- 4º in Coppa del mondo ( Roma), 800 m piani - 1'47"59